# Muzykanty odnogo polka
Muzykanty odnogo polka (Музыканты одного полка) è un film del 1965 diretto da Pavel Petrovič Kadočnikov e Gennadij Sergeevič Kazanskij.